# Antonio Fernando de Aquino Bezerra
Antonio Fernando de Aquino Bezerra (Ouricuri, 18 de abril de 1956) é um político brasileiro. Atualmente deputado estadual pelo estado do Pernambuco.

## Biografia
Em 2018 foi eleito deputado estadual, pelo PSC, obtendo 27.605 (0,61% dos válidos) votos.